# Élections libres (Pologne-Lituanie)
 (novembre 2016).
Si vous disposez d'ouvrages ou d'articles de référence ou si vous connaissez des sites web de qualité traitant du thème abordé ici, merci de compléter l'article en donnant les références utiles à sa vérifiabilité et en les liant à la section « Notes et références ».

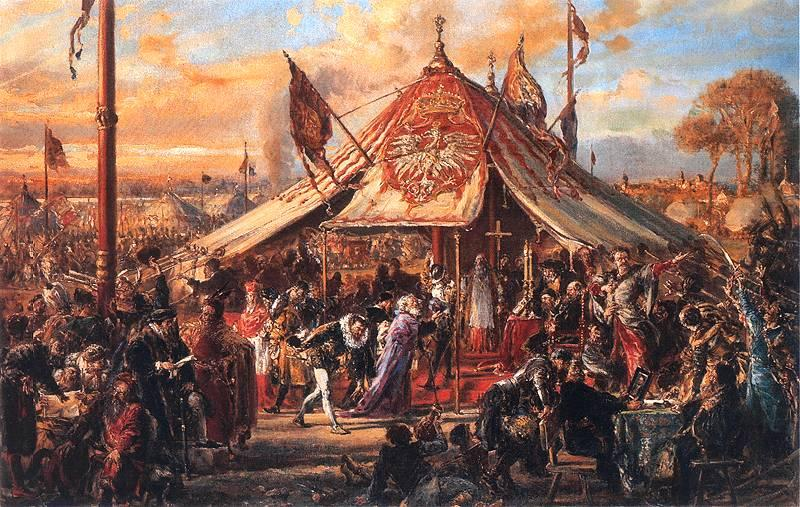
La première élection libre polonaise, de Henryk Walezy, en 1573. Peinture de Jan Matejko, 1889.

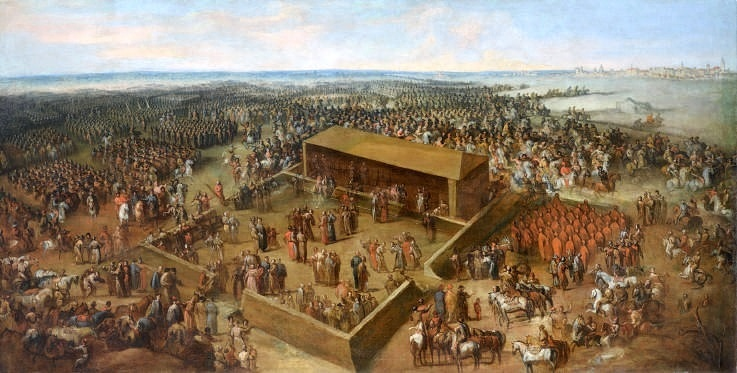
Élection d'Auguste II. Peinture de Jean-Pierre Norblin de La Gourdaine, vers 1790.

Les élections libres polonaises (en polonais : wolna elekcja) sont des scrutins élisant des rois indépendants, plutôt que venant de dynasties préétablies, pour le trône du royaume de Pologne entre 1572 et 1791. Les élections libres sont abolies par la Constitution du 3 mai 1791.

## Contexte
La première élection documentée d'un roi polonais est établie dès 1386, avec la sélection de Ladislas II Jagellon, grand-duc de Lituanie, pour être le premier roi de Pologne. Toutefois, alors que ce principe électif se poursuit pendant près de deux siècles, il constitue plus une simple confirmation d'un roi succédant au précédent mais étant son héritier naturel.
En 1572, la dynastie Jagellon s'éteint à la mort du roi Sigismond II, qui n'a pas de successeur. Pendant l'interrègne qui en découle, on choisit d'élire le nouveau roi dont le mandat serait établi par la convocation de la Diète (Sejm en polonais), une assemblée d'aristocrate mâles (la szlachta).
Ces élections ont été mises au point pour améliorer la continuité du pouvoir politique royal. Elle affaiblissent cependant l'autorité des rois, causent des querelles entre les provinces de votes sur le choix des candidats pour le trône ainsi que les dynasties étrangères qui s'immiscent dans la politique intérieure polonaise.
Le plus grand nombre d'électeurs se rassemble aux élections de 1573 (40 000). La deuxième élection, en 1575, n'en a attiré que 12 000. À partir de 1697, les élections royales polonaises cessent d'être vraiment « libres » et ont lieu sous la contrainte des armées étrangères.

## Déroulement
Trois sessions spéciales du parlement (Sejms) constituent le processus de l'élection royale.

### Sejm de convocation
Cette assemblée est provoquée par le Primat de Pologne, à la suite du décès ou en cas d'abdication du roi. Les députés décident des dates, des règles particulières des élections, comme la rédaction du Pacta conventa (pacte d'engagement lu sous serment par le roi) et le dépistage des candidats. Ce sejm dure deux semaines.

### Sejm électoral
Les différents membres de la noblesse votent par province en la présence des députés, qui transmettent les différents résultats au Sénat : le choix du roi est annoncé une fois toutes les voix comptées, par le maréchal du Sénat.
Les sejms électoraux ont lieu à Wielka Wola (aujourd'hui quartier de Wola), à l'époque en dehors de Varsovie .

### Sejm de couronnement
À l'exception des couronnements de Stanislas Leszczynski et de Stanisław Auguste Poniatowski qui eurent lieu à Varsovie, les couronnements se déroulent généralement à Cracovie. Le nouveau roi élu participe à diverses cérémonies et accomplie certaines formalités, comme la lecture du pacta conventa et des Articles henriciens. Le couronnement se déroule dans la cathédrale de Wawel sous l'autorité du Primat de Pologne qui renonce à ses pouvoirs et désigne le nouveau roi.

## Liste des rois élus sous les élections libres
| Dates de règnes | Nom                   | Notes                                                             |
| --------------- | --------------------- | ----------------------------------------------------------------- |
| 1573 - 1575     | Henryk Walezy         | D'origine française, quitte la Pologne pour devenir roi de France |
| 1575 - 1596     | Anna Jagellon         | Seule femme à exercer la fonction, mais controversée              |
| 1576 - 1586     | Étienne Báthory       | D'origine hongroise                                               |
| 1587 - 1632     | Sigismond III         | D'origine suédoise                                                |
| 1632 - 1648     | Ladislas IV Vasa      |                                                                   |
| 1648 - 1668     | Jan II Kazimierz Vasa |                                                                   |
| 1669 - 1673     | Michał Wiśniowiecki   |                                                                   |
| 1674 - 1696     | Jan III Sobieski      |                                                                   |
| 1697 - 1706     | Auguste II            | D'origine saxonne                                                 |
| 1704 - 1709     | Stanislas Leszczyński |                                                                   |
| 1709 - 1733     | Auguste II            | D'origine saxonne                                                 |
| 1733 - 1736     | Stanislas Leszczyński |                                                                   |
| 1733 - 1763     | Auguste III           | D'origine saxonne                                                 |
| 1764 - 1795     | Stanislas II          |                                                                   |

## Galerie

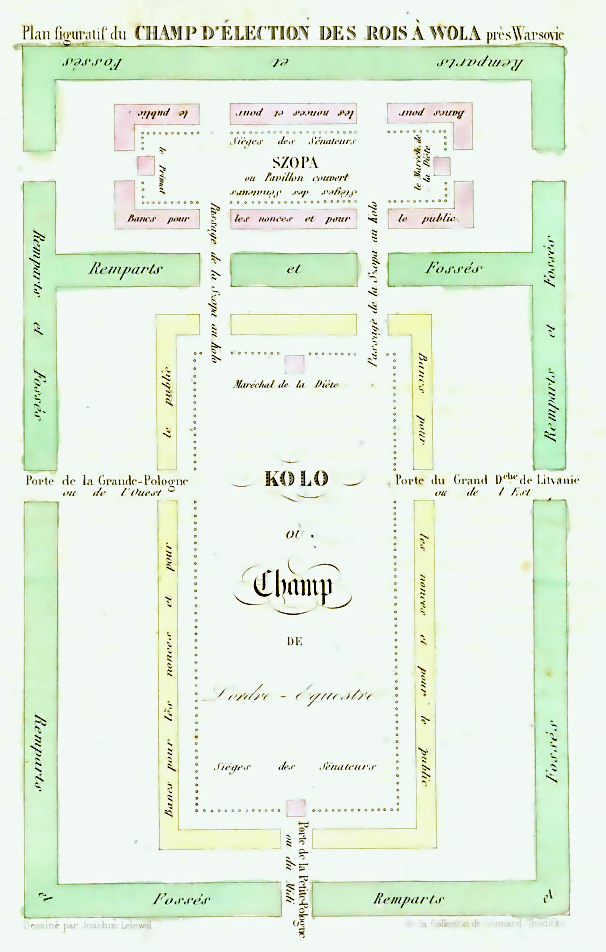
Plan du camp d'élection des rois polonais, à Wola, près de Varsovie.
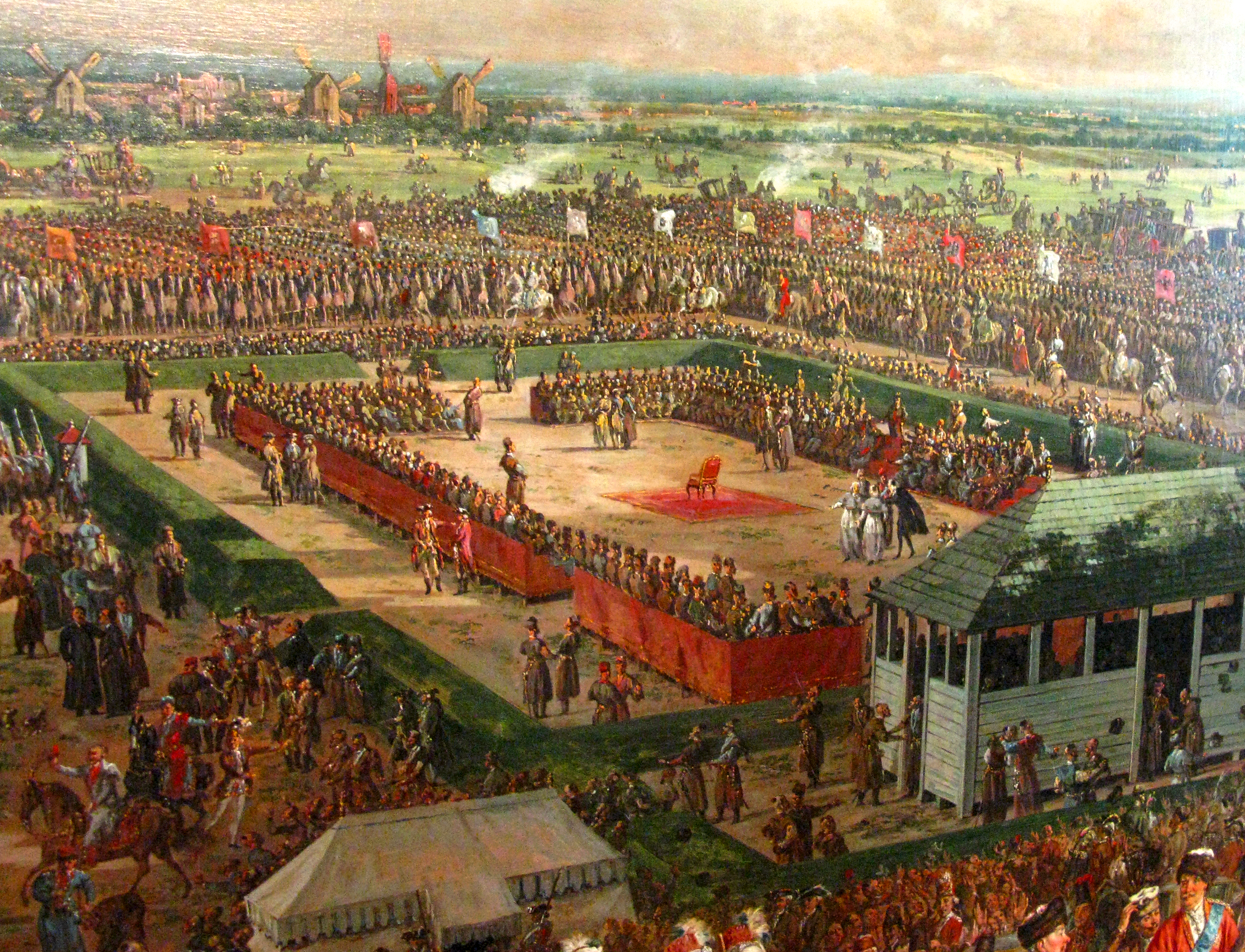
Élection de Stanisław August Poniatowski, en 1764 (détail).

## Sources
- (en) Cet article est partiellement ou en totalité issu de l’article de Wikipédia en anglais intitulé « Royal elections in Poland » (voir la liste des auteurs).